# Dub Adams
C.W. „Dub“ Adams (* 20. Juni 1919 in Comstock, Val Verde County, Texas; † 5. Februar 1987 in San Angelo, Texas) war ein US-amerikanischer Western-Swing-Musiker und späterer Viehzüchter. Adams leitete in den 1940er- und 1950er-Jahren die K-Bar Ranch Hands und etablierte in späteren Jahren die American Cattle Breeders Hall of Fame.

## Leben

### Kindheit und Jugend
Dub Adams wurde 1919 in Comstock geboren und wuchs in West Texas auf. Seine Eltern waren Harmon und Alice (Martin) Adams.

### Karriere als Musiker
Adams leitete hauptsächlich zwischen 1945 und 1950 die K-Bar Ranch Hands, eine Western-Swing-Band bestehend aus vielen verschiedenen Musikern. Adams selbst spielte Gitarre und Fiddle, trat aber nie in den Vordergrund. Die ersten Auftritte wurden über den Radiosender KIUN in Pecos getätigt, während Adams seine Basis später nach San Angelo verlagerte, wo er schnell an Popularität gewann. Die K-Bar Ranch Hands waren die Hausband des Hanger Clubs, einer großen Tanzhalle. Zudem tätigten Adams und seine Gruppe regelmäßig Auftritte im Ace of Clubs in Odessa, spielten einige Shows zusammen mit Bob Wills und dessen Texas Playboys sowie mit den Light Crust Doughboys und traten im Longhorn Ballroom in Dallas auf.
Um 1947 traf Adams den DJ und Studiobesitzer Jim Beck, der damals über KSKY zu hören war und das Label Dude Records besaß. In San Angelo (1947) und in Jim Beck’s Studio (1948) machten Adams und die K-Bar Ranch Hands ihre ersten Aufnahmen, darunter Pocahuntas Stomp und Income Tax, die auf dem Dude-Label veröffentlicht wurden. Auf diesen Songs sind neben Adams als Hintergrundmusiker Jelly Greene (Fiddle), „Roly Poly“ Pete Atchison (Steel Guitar), Bill Freeman (Klavier), Gordon „Jelly“ Teagarden (Schlagzeug), Elgin „Tex“ Johnson (Bass), Hal Tennyson (Klarinette) sowie ein unbekannter Trompeter zu hören. Der Stil der Band war sehr stark am Swing angelehnt, was im Western Swing nicht unüblich ist. Die Verwendung eines Schlagzeuges hingegen war in dieser Zeit selbst bei vielen Western-Swing-Orchestren unüblich, da das Schlagzeug in der Country-Szene „verpönt“ war.
Weitere Mitglieder der K-Bar Ranch Hands über die Jahre waren Joe Penny (Gitarre), Claude Fewell (Fiddle), Vivian Earle (Klavier), Charlie „Snuffy“ Smith (Bass), Bud Ashcraft (Steel Guitar), Mal Rhinehart (wahrsch. Schlagzeug) und weitere. Adams und seine Band nahmen auch Platten für Swing und Bullet Records auf, jedoch war seine Karriere als Schallplattenkünstler spätestens 1950 zu Ende. Für einige Zeit danach leitete er die Band weiter. Bis mindestens 1954 war Adams über KVOU in Uvalde, Texas, zu hören.

### Als Viehzüchter
Nach seiner Karriere als Musiker versuchte sich Adams als Viehzüchter. Das Dasein als Rancher war in Adams’ Familie tief verwurzelt, da bereits Urgroßvater Dave Adams und Großvater Lum Adams Rinder züchteten. Zuerst konzentrierte Dub Adams sich auf gewöhnliche Rinder, Schafe und Pferde, stieg ab seinem 30. Lebensjahr aber auf Charolais-Rinder um.
Zunächst ging er mit seinem Onkel P.E. Adams in Partnerschaft und baute dann sein eigenes Unternehmen auf. Er selbst brachte die ersten sechs Charolais-Rinder in die Vereinigten Staaten und ließ sich in San Angelo nieder. Er gründete die American Cattle Breeders Hall of Fame und war Mitglied der International Charolais Cattle Association. Er starb 1987 im Alter von 67 Jahren im Shannon West Texas Memorial Hospital nach langer Krankheit. Sein Enkel J.D. Whittenburg ist heute ebenfalls Musiker in Dallas.

## Diskographie
- 1948: Pocahuntas Stomp / Income Tax
- 1948: Arkansas Traveler / Cripple Creek